# Albizia chinensis
Albizia chinensis là một loài thực vật có hoa trong họ Đậu. Loài này được (Osbeck) Merr. miêu tả khoa học đầu tiên.

## Hình ảnh

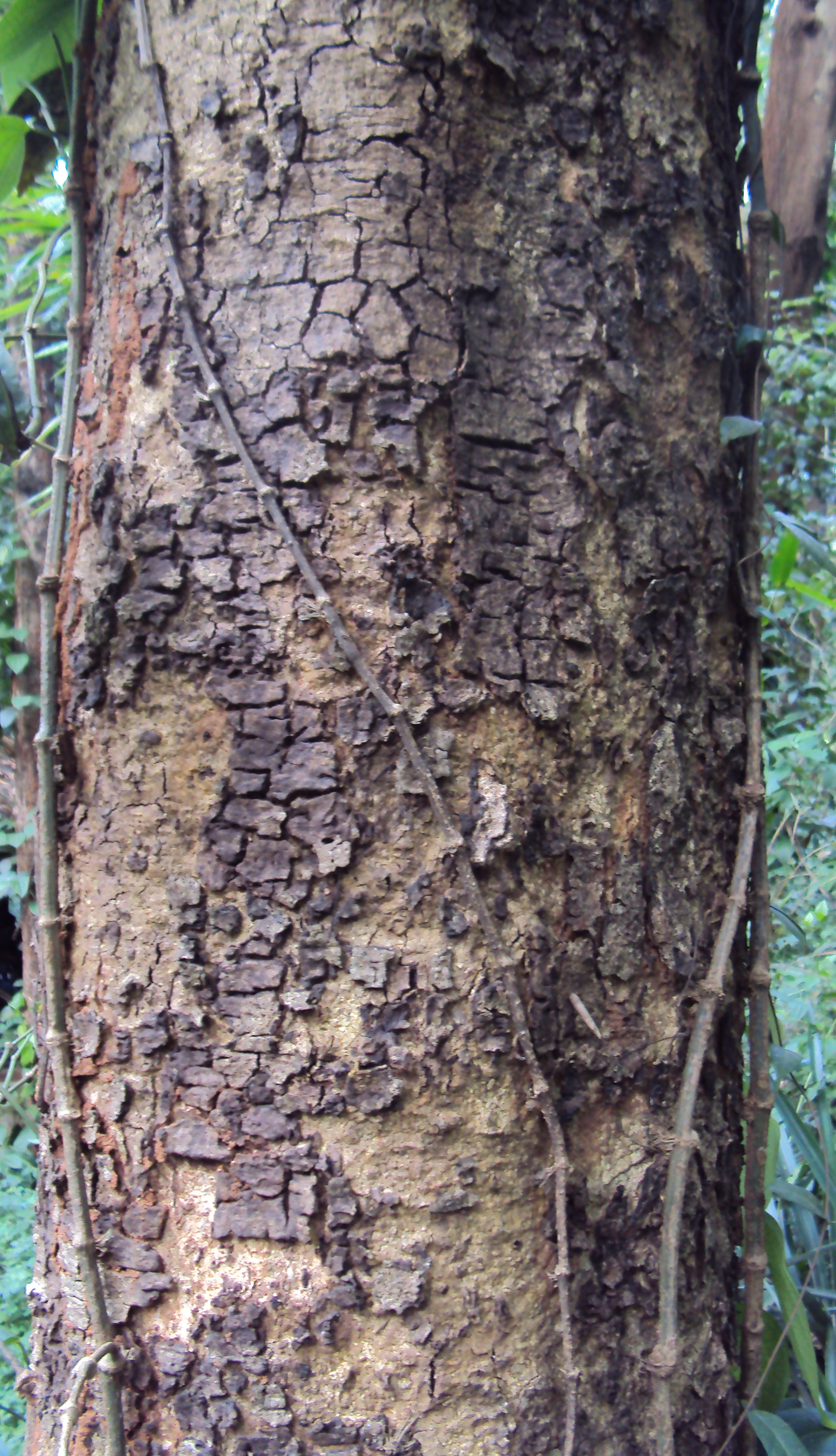
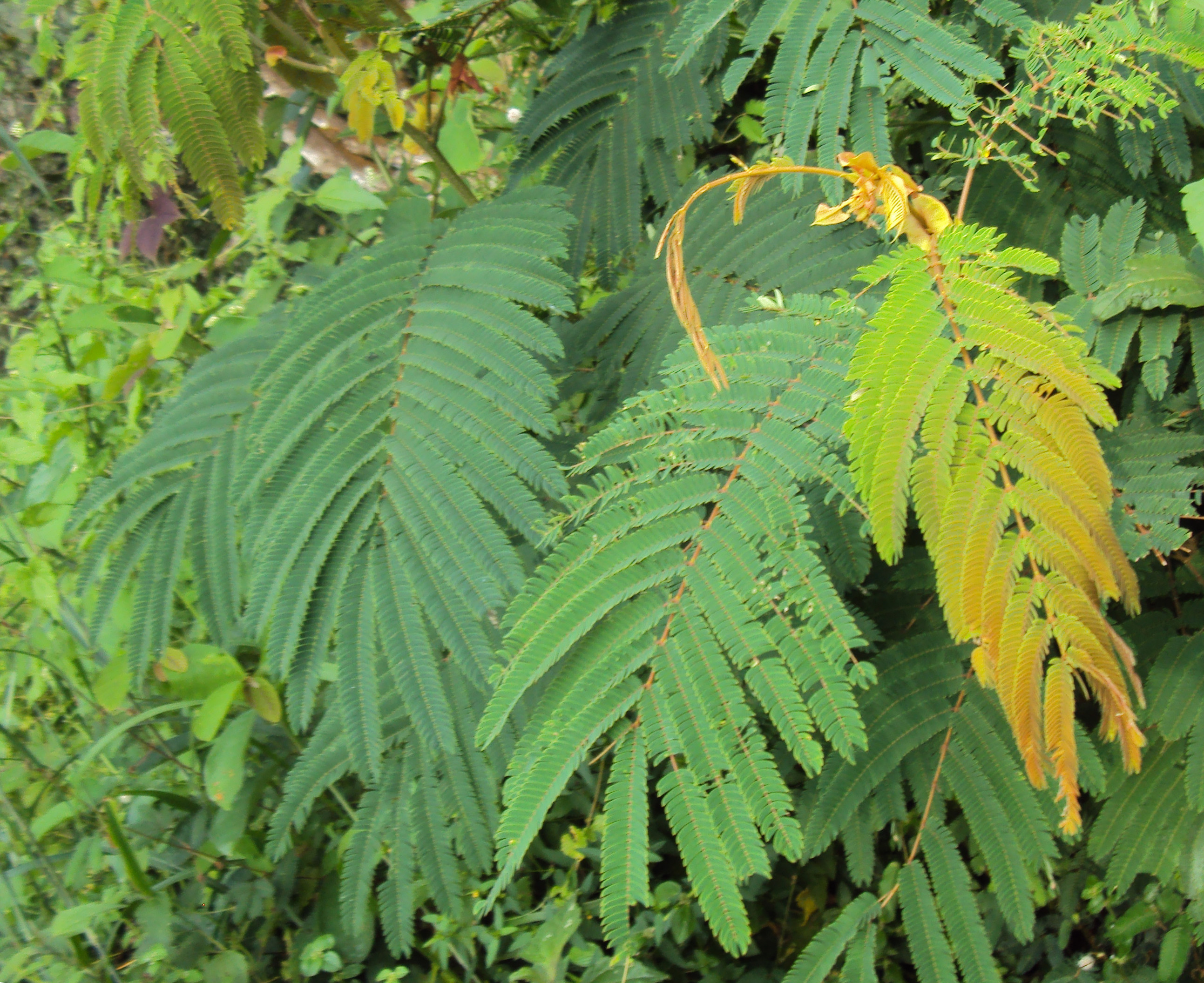